# 조지 H. W. 부시 대통령 취임식
조지 H. W. 부시의 제41대 미국 대통령 취임식은 1989년 1월 20일 금요일 워싱턴 D.C.에 있는 미국 국회의사당 서쪽 광장에서 열렸다. 이번 취임식은 51번째 미국 대통령 취임식이었으며, 조지 H. W. 부시의 대통령직과 댄 퀘일의 부통령직의 유일한 임기가 시작되었음을 알렸다. 대법원장 윌리엄 렌퀴스트는 부시에게 대통령 취임 선서를 집행했고, 대법관 샌드라 데이 오코너는 퀘일에게 부통령 취임 선서를 집행했다. 부시는 1837년 마틴 밴 뷰런 이후(전임자의 사망이나 사임이 아닌 이유로) 현직 부통령으로서 대통령으로 취임한 첫 인물이며, 마지막 제2차 세계 대전 참전 용사였다. 부시는 취임사 서두에 낭독할 자신만의 기도를 직접 작성했다. 마지막으로 그렇게 한 대통령은 1953년 첫 취임식의 드와이트 D. 아이젠하워였다.
이 행사는 워싱턴 메트로가 하루 동안 604,089건의 탑승 기록을 세우는 데 도움을 주었으며, 이는 전년도 봄에 열린 워싱턴 포 지저스 '88 집회에서 세운 565,000건의 기록을 깬 것이다. 이 기록은 1991년 국가 승리 축하 행사의 날까지 유지되었다.
행사 장소에서 3.1마일 떨어진 로널드 레이건 워싱턴 내셔널 공항의 정오 날씨는 기온 10 °C(50 °F), 풍속 18mph, 흐린 날씨였다.

## 취임 선서
부시는 헌법에 따라 다음과 같이 낭독했다.
나는 조지 허버트 워커 부시로서 미합중국 대통령직을 충실히 수행하고, 나의 능력의 최선을 다해 미합중국 헌법을 보존하고, 보호하고, 수호할 것을 엄숙히 맹세한다. [그러므로 하나님이여 나를 도우소서.]

## 같이 보기
- 조지 H. W. 부시 행정부
- 조지 H. W. 부시의 대통령직 인수
- 조지 H. W. 부시 대통령 재임 기간 연표 (1989년)
- 1988년 미국 대통령 선거
- 1988년 조지 H. W. 부시 대선 캠페인